# Savignon
Pour l'article concernant l'écrivain français, voir André Savignon.
Savignon est un autochtone huron rencontré en 1610 par Samuel de Champlain près de la rivière Richelieu. Dans l'optique d'enraciner une relation amicale avec les Autochtones de la vallée du Saint-Laurent, les Français souhaitent former des interprètes.
Savignon est confié par sa tribu à l'explorateur pour apprendre le français et décrire la France à ses compatriotes. Après un séjour à Paris, il rentre dans le pays huron avec Champlain. Accueilli avec ferveur par les Autochtones, il fait un récit très favorable de son séjour, et contribue à renforcer les accords entre Hurons et Français,,,.